# エリック・ニールセン
エリック・ニールセン (Erik Neilson) は、俳優。

## 映画
- 海底大戦争  (1966年,  佐藤肇監督、 東映)  -  ルハス・ムーア博士
- 七人の野獣   (1967年,  江崎実生監督、 日活)  - カルロス [1]
- 続 組織暴力  (1967年,  佐藤純彌監督、 東映) - マイク
- 懲役十八年 仮出獄  (1967年,  降旗康男監督、東映) -  ケネス・ジャクソン